# Agostino Depretis
Agostino Depretis o De Pretis (Mezzana Corti Bottarone, 31 gennaio 1813 – Stradella, 29 luglio 1887) è stato un politico italiano.
Fu ministro dei Lavori pubblici nel 1862, ministro della Marina (1866-1867), ministro delle finanze (1867) e otto volte Presidente del Consiglio dei ministri del Regno d'Italia dal 1876 al 1887, anno della sua morte. Durante i governi da lui presieduti ricoprì anche la carica di ministro degli esteri (1877-1879, 1885, 1887), ministro dell'interno (1879-1887), ministro delle finanze (1876-1877) e ministro dei lavori pubblici (1877).
Fu esponente moderato della Sinistra storica della quale divenne il capo nel 1873 alla morte di Urbano Rattazzi. All'interno del suo schieramento politico fu antagonista di Francesco Crispi, Giovanni Nicotera e Benedetto Cairoli.
Nel 1876 guidò il primo governo della storia d'Italia formato da soli politici di Sinistra. Tale esecutivo varò la riforma scolastica istituendo l'istruzione obbligatoria, laica e gratuita per i bambini dai 6 ai 9 anni.
Benché filofrancese, per rompere l'isolamento dell'Italia, nel 1882 accettò la Triplice alleanza con Austria e Germania, per la quale ottenne una formula marcatamente difensiva. Lo stesso anno portò a termine la riforma elettorale che fece salire gli aventi diritto al voto dal 2 al 7% della popolazione.
Fu il fautore del trasformismo, un progetto che prevedeva il coinvolgimento di tutti i deputati che volessero appoggiare un governo progressista a prescindere dagli schieramenti politici tradizionali, che Depretis considerava superati. Fu appoggiato in questo progetto dal capo della Destra storica Marco Minghetti, di cui Depretis aveva preso il posto come primo ministro nel suo primo governo.
I governi "trasformisti" così costituiti eliminarono definitivamente la tassa sul macinato, introdussero le tariffe doganali favorendo l'industria (soprattutto settentrionale) e vararono l'espansionismo italiano in Africa.
Il trasformismo, tuttavia, ridusse il potere di controllo del parlamento e favorì eccessi nelle spese statali.

## La gioventù
Agostino Depretis nacque il 31 gennaio 1813 a Cascina Bella, frazione del comune di Mezzana Corti Bottarone (oggi Bressana Bottarone, in provincia di Pavia), nel territorio del Regno di Sardegna al tempo in cui questo era annesso all'Impero napoleonico. Era figlio di Francesco, amministratore dei beni della famiglia Gazzaniga, e di Maria Antonia Tronconi. Restauratosi il Regno di Sardegna, Agostino si laureò in legge ed esercitò per qualche tempo l'avvocatura. Divenne popolare per il sostegno che diede all'estensione della rete ferroviaria ai piccoli centri delle sue terre d'origine; il tronco ferroviario che collega Bressana Bottarone a Broni, a volte, viene ancora oggi soprannominato ferrovia Depretis. Di idee mazziniane, ma moderato, nel 1848 prese il posto nella Camera dei deputati piemontese dell'avvocato Paolo Farina (1806-1871) che al seggio di Broni preferì quello di Genova. Così nominato nella prima legislatura piemontese tra le file di quella che sarà definita la Sinistra storica, fondò a Torino il giornale Il Progresso, trasformatosi poi nel Diritto.
Rieletto, Depretis iniziò ad acquistare autorità e la Camera lo elesse vicepresidente nella II e III legislatura, confermandolo in quell'incarico nella VI. Nel 1849 fu tra i deputati scelti dalla Camera per recarsi ad Oporto e annunciare al re di Sardegna in esilio Carlo Alberto che il parlamento lo aveva proclamato il "Magnanimo".

## Con Mazzini e contro Cavour (1853-1861)

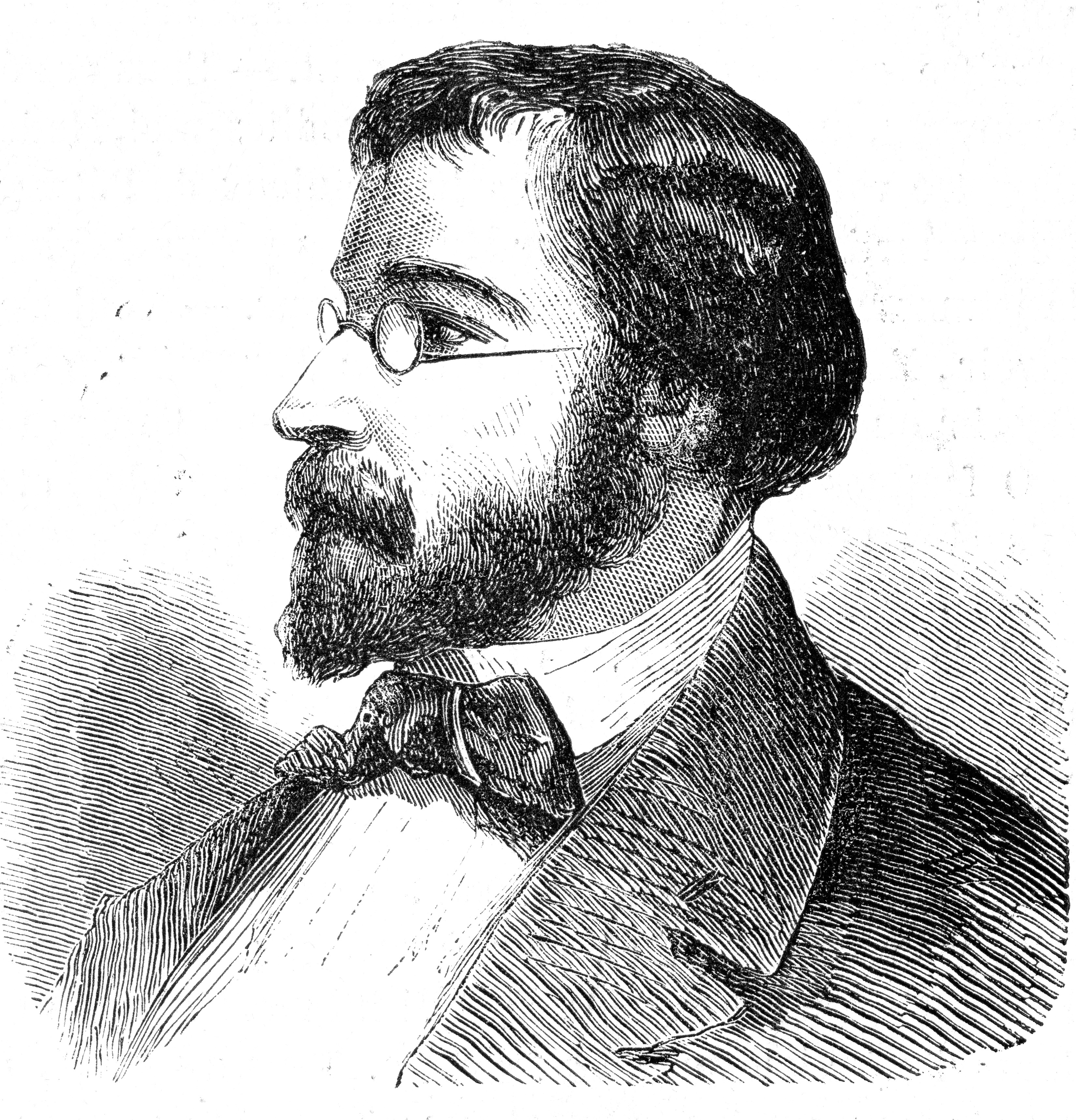
Agostino Depretis al tempo in cui fu nominato da Garibaldi pro-dittatore della Sicilia.

Originario di un'area geografica vicina ai confini del regno Lombardo-Veneto austriaco, Depretis partecipò alle cospirazioni contro gli Asburgo. Nel 1853 procurò a Giuseppe Mazzini le 25.000 lire che servirono per la tentata insurrezione di Milano del 6 febbraio.
Nello stesso periodo fu oppositore della politica del presidente del Consiglio piemontese Camillo Benso di Cavour e votò contro i principali progetti da lui presentati, compreso quello per la spedizione inviata alla guerra di Crimea. Nonostante ciò, dopo l'annessione della Lombardia, Cavour lo nominò nel 1859 governatore di Brescia.
Nel 1860 Giuseppe Garibaldi, durante l'Impresa dei Mille, liberata la Sicilia, affidò a Depretis il governo dell'isola dietro suggerimento dell'ammiraglio Carlo Pellion di Persano. A metà luglio dello stesso anno Depretis si recò a Palermo per affrettare il plebiscito che avrebbe unito la Sicilia all'Italia, ma non vi riuscì per le resistenze fatte dai collaboratori di Garibaldi: alla metà di settembre rassegnò le dimissioni.
L'anno seguente Depretis votò contro la cessione alla Francia di Nizza e Savoia e nello stesso periodo entrò nella Società Emancipatrice Italiana, che stabiliva che l'unità nazionale doveva avvenire al di fuori dell'ideale repubblicano.

## Ministro e capo della Sinistra (1862-1875)
Dopo la morte di Cavour, Vittorio Emanuele II aveva dato l'incarico di presidente del Consiglio a Bettino Ricasoli e subito dopo a Urbano Rattazzi. Costui introdusse nell'esecutivo alcuni elementi della Sinistra moderata, tra cui Agostino Depretis a cui fu affidato il ministero dei Lavori pubblici.

Quest'ultimo giustificò la propria presenza in un governo con elementi di Destra col fatto che 
(Agostino Depretis nel 1862. In Cammarano, p. 91)
Il governo durò poco: dal 3 marzo all'8 dicembre 1862, perché i ministri furono coinvolti nelle polemiche succedute alla giornata dell'Aspromonte e accusati di non aver saputo o voluto prevenire la tentata spedizione di Garibaldi su Roma che fu poi malamente stroncata.
Inoltre Francesco Crispi, della Sinistra di derivazione mazziniana e garibaldina, accusò il governo e Depretis di aver montato i moti mazziniani di Sarnico del maggio 1862 per screditare Garibaldi. Dopo la caduta del governo Rattazzi, quindi, fu facile pronosticare la fine della carriera politica di Depretis, proprio mentre Crispi veniva eletto presidente della Sinistra parlamentare.
Depretis rimase così in disparte nel corso dell'VIII legislatura (1863-65), ma partecipò regolarmente ai lavori parlamentari intervenendo sulle leggi di unificazione amministrativa dichiarandosi ostile al regionalismo. Ritrovò il suo posto all'opposizione nella campagna elettorale del 1865 e all'aprirsi della IX legislatura fu eletto vicepresidente della Camera.

### La guerra contro l'Austria

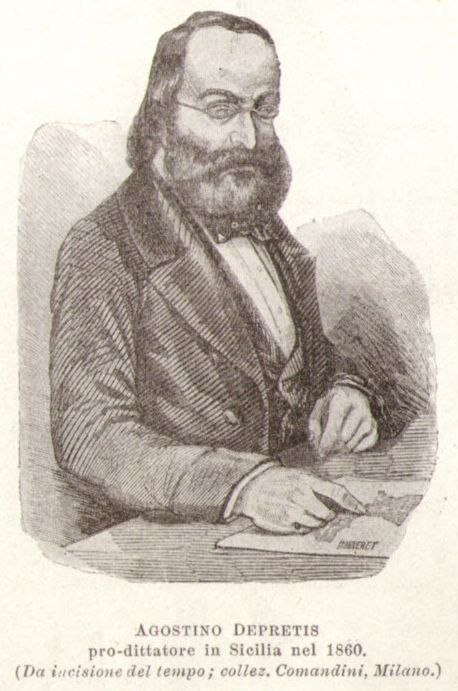
Agostino Depretis in una stampa dell'epoca.

Nella primavera del 1866, in previsione della guerra con l'Austria dopo la firma dell'alleanza italo-prussiana, Ricasoli aveva avuto dal re l'incarico di sostituire il presidente del Consiglio, il generale Alfonso La Marmora, che sarebbe partito per il fronte. Vittorio Emanuele II aveva anche chiesto di sondare la possibilità di dare vita a un esecutivo di "conciliazione nazionale" che includesse esponenti della Sinistra. Ricasoli offrì allora il ministero della Marina a Depretis, il quale dovendo essere subordinato alla Destra fu molto titubante e accettò solo all'ultimo momento. Il secondo governo Ricasoli si costituì il 20 giugno 1866, il giorno stesso in cui iniziò la terza guerra di indipendenza con l'Austria. Comunicando la propria nomina all'ammiraglio Persano, comandante della flotta, Depretis gli assicurò il pieno appoggio, e il 21 ordinò alla flotta di lasciare Taranto e di dirigersi verso Ancona.
Il 14 luglio, poiché l'opinione pubblica dopo la sconfitta di Custoza reclamava un'azione energica della flotta, Depretis si recò ad Ancona ed ebbe un lungo colloquio con Persano. Due giorni dopo le navi italiane uscirono dalla base e il 20 si scontrarono con la flotta austriaca subendo nella battaglia di Lissa una pesante disfatta. Le responsabilità dell'ammiraglio furono subito evidenti e Depretis insistette sulla necessità di sottomettere Persano ad un processo. Nominò inoltre una commissione d'inchiesta che riferisse sulle reali condizioni della Regia Marina.

### Alla guida della Sinistra
L'anno dopo, dimessosi Antonio Scialoja da ministro delle finanze, Depretis fu chiamato e ricoprire quella carica per un breve periodo, e cioè dal 7 febbraio al 10 aprile 1867, giorno in cui cadde il governo Ricasoli. Tornato semplice deputato, rimase con Rattazzi all'opposizione e, morto quest'ultimo nel 1873, fu scelto quale suo erede e capo della Sinistra.
Poco dopo, il 25 giugno 1873, il governo di Destra di Giovanni Lanza cadde, battuto da una votazione che vide unite la Sinistra moderata di Depretis e una larga parte della Destra non più solidale con il ministro delle finanze Quintino Sella. Costui era stato infatti abbandonato per aver proposto un ulteriore inasprimento fiscale allo scopo di ottenere il pareggio di bilancio.
Vittorio Emanuele II chiese allora all'esponente della Destra Marco Minghetti di formare un nuovo governo invitandolo a considerare uomini della Sinistra moderata, fra cui Agostino Depretis. Minghetti accolse il suggerimento ma i suoi sforzi per accordarsi con Depretis furono vani.
Costituito il governo Minghetti, le elezioni del 1874 si incentrarono sul tentativo, riuscito, dell'ex garibaldino calabrese Giovanni Nicotera di battere l'egemonia della Destra. Egli aveva fatto leva sul malcontento del Mezzogiorno riuscendo a far assumere un peso rilevante alla Sinistra meridionale (dei 232 rappresentanti dell'opposizione solo 85 non erano meridionali). Il risultato regionalista delle elezioni portò ad un clima di tensione all'interno dell'opposizione, che Depretis riuscì a gestire consentendo alla Sinistra di rimanere unita. Ciò si rivelò decisivo per minare le forze di Destra, divise dopo la flessione elettorale eppure in grado di mantenere la maggioranza.

### Il discorso di Stradella del 10 ottobre 1875

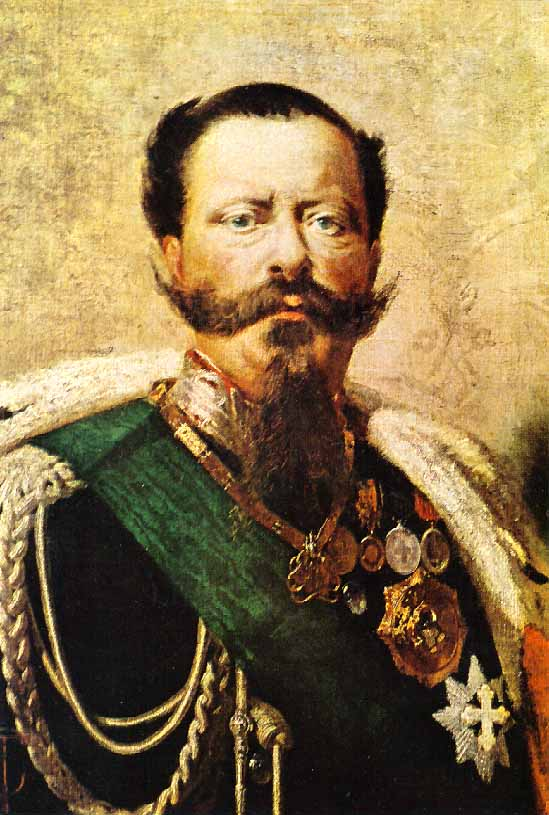
Vittorio Emanuele II nominò per la prima volta Depretis capo del governo nel 1876.

Forte del successo conseguito, Nicotera accelerò le trattative con la Destra per creare un governo che avesse come priorità la soluzione dei problemi del Mezzogiorno. Depretis decise allora di scendere in campo e, per contenere la fuga in avanti di Nicotera, il 10 ottobre 1875 tenne il cosiddetto "discorso di Stradella", che delineò la sua politica.
Innanzi tutto sostenne la necessità di combattere il clericalismo; promosse l'istruzione elementare laica, obbligatoria e gratuita; affermò la necessità di allargare il diritto di voto alle fasce della popolazione meno abbienti (all'epoca il suffragio era regolato dal censo); si dichiarò favorevole ad un parziale decentramento del potere dello Stato; e ribadì la sua contrarietà alla tassa sul macinato, ritenendola «la negazione dello Statuto [albertino]».
Nel discorso di Stradella, Depretis pronunciò qualche parola anche sulla politica estera. Affermò che sarebbe stata sua intenzione non mutare indirizzo, continuare la politica della Destra per dedicare tutte le sue energie alle riforme interne. Disse tuttavia: «L'Italia ha bisogno di quiete [...]; ma è evidente che le sue simpatie si volgeranno verso i popoli e verso i governi che sono decisi a procedere sulla via della civiltà».

## A capo dei primi governi di Sinistra (1876-1879)

### La "rivoluzione parlamentare"
L'ascesa della Sinistra di Depretis al potere fu cosa compiuta quando la Destra del governo Minghetti si spezzò sulla richiesta di quest'ultimo di ricomprare le ferrovie che erano state assegnate nel 1865 a società private bisognose di sovvenzioni pubbliche. Gli avversari di Minghetti lo accusarono di statalismo e bismarckismo. Depretis, Nicotera e soprattutto il dissidente della destra toscana Ubaldino Peruzzi determinarono così, il 18 marzo 1876, la fine del governo Minghetti. Fu la cosiddetta "rivoluzione parlamentare".

### Il primo governo Depretis

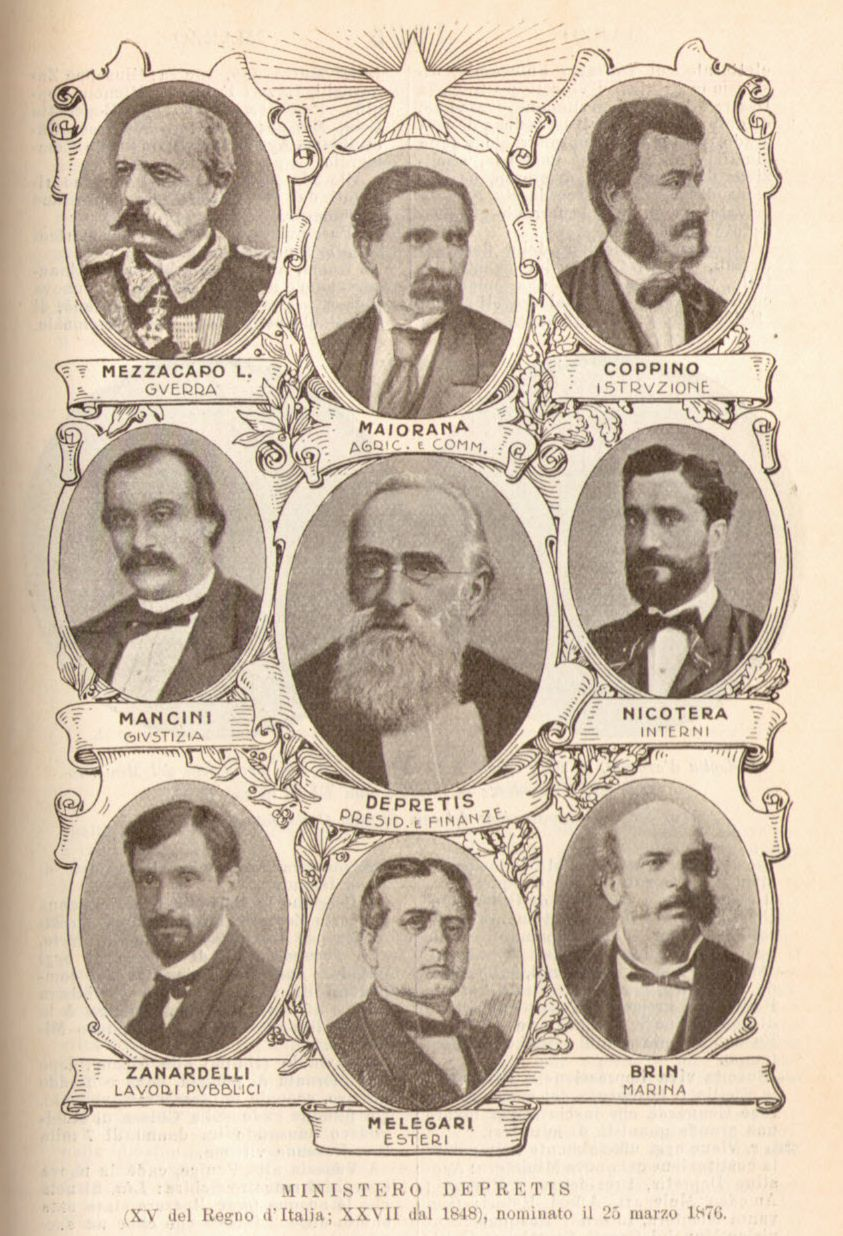
Il primo governo Depretis fu il primo esecutivo della storia d'Italia ad essere composto da soli politici di Sinistra.

Vittorio Emanuele II constatò senza particolari timori l'esaurimento di una fase politica incaricando per la formazione di un nuovo governo il capo dell'opposizione Depretis. Costui iniziò le trattative e il 25 marzo 1876 presentò il suo primo esecutivo composto esclusivamente, per la prima volta nella storia del Regno d'Italia, da uomini di Sinistra. Fra loro vi erano alcune personalità di grande rilievo come Giovanni Nicotera all'interno, Pasquale Stanislao Mancini alla giustizia, Michele Coppino all'istruzione, Luigi Mezzacapo alla guerra e Benedetto Brin alla Marina.

Nelle vesti di presidente del Consiglio, Depretis auspicò 
(Agostino Depretis, in Cammarano, p. 92)
Ma l'epoca del trasformismo sarebbe arrivata dopo. Di antica e controllata fede mazziniana, Depretis univa al cauto pragmatismo l'energia dell'esperto uomo politico, avendo sin dai primordi del Regno d'Italia saputo conciliare la politica di opposizione con quella dell'accordo. Depretis finì quindi per incarnare l'immagine del mediatore politico, come emerse dal suo primo governo, specchio dei rapporti di forza esistenti all'interno della Sinistra che aveva battuto Minghetti.
Tuttavia, i contrasti interni al suo schieramento, dove Nicotera rimaneva un elemento di tensione, e lo stallo dovuto ad una Camera eletta prima della "rivoluzione parlamentare", portarono Depretis alla decisione di sottoporre la nuova maggioranza alla verifica elettorale. Le elezioni del novembre 1876 furono un successo eclatante: nelle liste della Sinistra risultarono eletti circa 400 deputati contro un centinaio della Destra.

#### La legge Coppino e le altre riforme
La successiva attività di governo fu particolarmente intensa. La riforma principale fu quella scolastica che prese il nome dal ministro Coppino e che fu presentata il 15 luglio 1877. La norma introdusse l'istruzione elementare obbligatoria, laica e gratuita per i bambini dai sei ai nove anni. In materia tributaria invece, mantenendo le promesse elettorali, Depretis elevò il minimo di esenzione per l'imposta di ricchezza mobile da 250 a 800 lire, concedendo maggiori detrazioni per i redditi industriali (regio decreto n. 4021 2.a serie del 24 agosto 1877). Importante, seppure poco efficace, fu anche il decreto del 25 agosto 1876 con il quale si disciplinava la figura del presidente del Consiglio con la volontà di contenere il potere monarchico e soprattutto la conflittualità dei ministri.
Il governo navigava comunque in cattive acque e, di fronte ai violenti attacchi contro il ministro degli Interni Nicotera, reo, secondo una parte della stessa maggioranza, di soprusi e illegalità, nel dicembre 1877 Depretis decise di dimettersi.

#### La politica estera

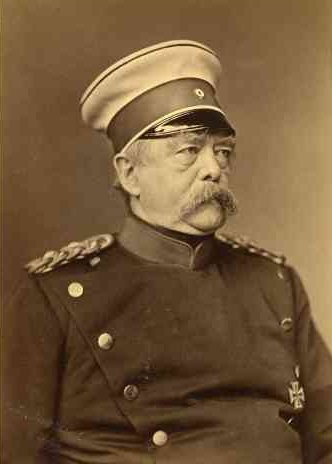
Il cancelliere Bismarck bocciò nel 1877 la proposta di Depretis e Crispi di un'alleanza italo-tedesca ostile all'Austria.

La crisi della Destra italiana scaturita dalla "rivoluzione parlamentare" era stata seguita con interesse anche all'estero e Depretis, nel programma esposto alla Camera il 28 marzo 1876, rafforzò il concetto già espresso nel discorso di Stradella. Egli disse fra l'altro: «Quind'innanzi l'Italia si studierà di procurarsi non solo il buonvolere de' governi ma anche il plauso de' popoli civili». Il passaggio fu criticato in particolare in Russia i cui politici conservatori si allarmavano quando si faceva riferimento all'opinione e all'appoggio del popolo.
In effetti la politica estera del primo governo Depretis fu prudente, simile cioè a quella degli esecutivi che l'avevano preceduto. Questa cautela gli attirò le critiche dei progressisti i quali spingevano per un avvicinamento alla Germania per contrastare la corrente politica francese dell'ultramontanismo mirante alla restaurazione del potere temporale della Chiesa. Questo atteggiamento francofobo si accentuò nel maggio 1877 quando a Parigi fu formato il governo di Albert de Broglie, favorevole alle posizioni clericali. Depretis gettò acqua sul fuoco, poiché «i governi passano ma le nazioni restano».
Il presidente del Consiglio era però d'accordo con l'opinione dell'ex ministro degli Esteri Emilio Visconti Venosta: «indipendenti sempre, isolati mai». La crisi politica in Francia e l'incertezza della guerra russo-turca lo spinsero infatti a scrivere a Vittorio Emanuele II il 19 agosto 1877 dichiarandosi favorevole a concludere patti di amicizia con una o più delle grandi potenze: «M'è parso evidente che le due potenze colle quali dobbiamo cercare stringere più intimi legami sono l'Inghilterra e la Germania». A questo scopo Depretis affidò all'allora presidente della Camera Francesco Crispi una missione esplorativa a Londra, Berlino, Parigi e Vienna, che non ebbe successo, soprattutto per le resistenze del cancelliere tedesco Bismarck a trattare un'alleanza ostile all'Austria oltre che alla Francia.

### Il secondo governo Depretis

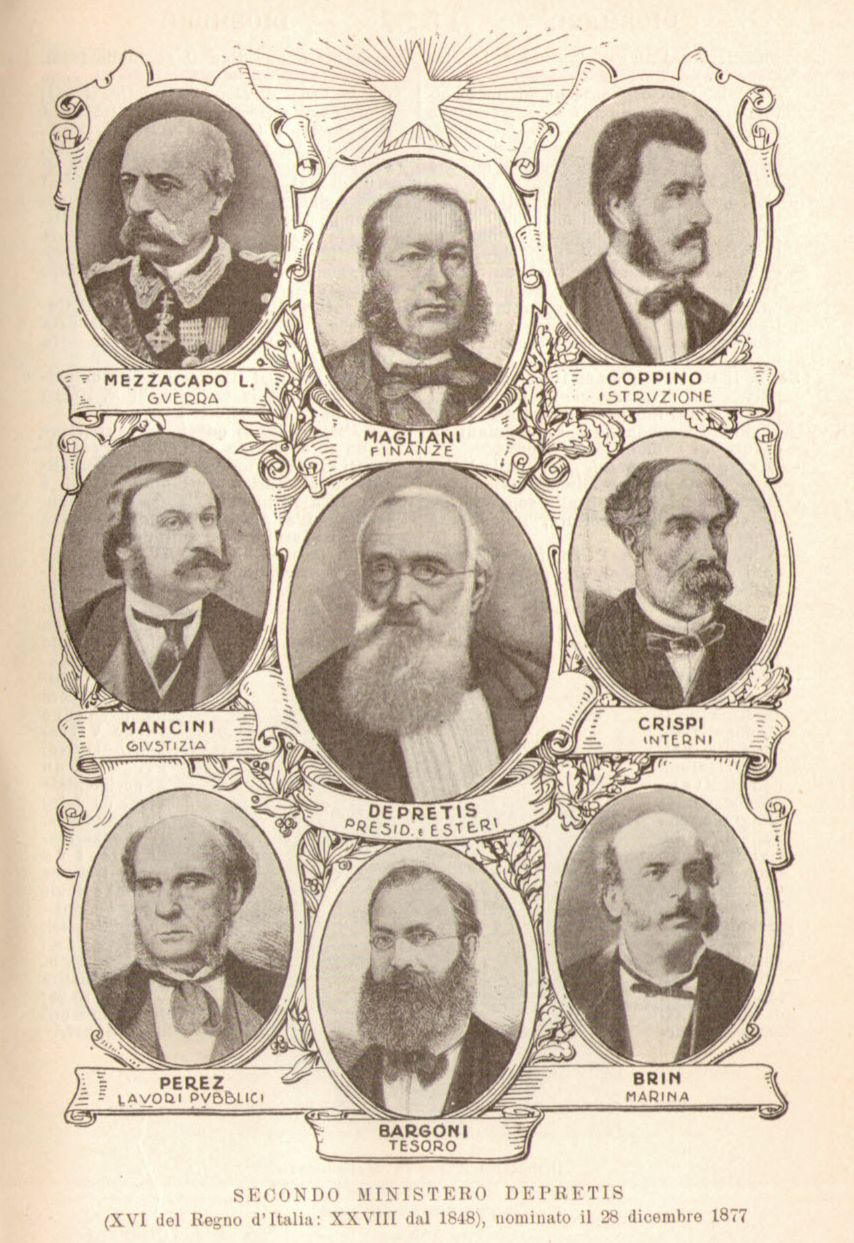
Il secondo governo Depretis fu di breve durata e cadde per conflitti interni alla Sinistra.

Per la natura della crisi del governo precedente re Vittorio Emanuele incaricò nel dicembre 1877 ancora Depretis. Fu l'ultimo importante atto politico del monarca che morì il 9 gennaio successivo. Il nuovo esecutivo, nel quale Depretis assunse anche la carica di ministro degli Esteri ad interim, non risolse i problemi di conflittualità all'interno della Sinistra. Anche la sostituzione di Nicotera con Crispi (che avrebbe dovuto accentuare la spinta riformatrice) fu insufficiente per assicurare l'appoggio di tutte le componenti dello schieramento parlamentare di Depretis.
Costui fu oggetto di critiche per aver abolito il ministero dell'Agricoltura, Industria e Commercio e istituito quello del Tesoro allo scopo di ottenere un maggiore controllo delle spese statali. Fu criticato soprattutto il mezzo con cui avvenne l'abolizione, e cioè un decreto emanato su pressione di Crispi per una decisione di carattere istituzionale che avrebbe dovuto avere la partecipazione del Parlamento. Depretis, il cui candidato era stato battuto nella corsa per la presidenza della Camera, l'11 marzo 1878 rassegnò così le dimissioni, che furono accolte dal nuovo re d'Italia Umberto I.

### Cairoli e il Congresso di Berlino
Il governo successivo fu formato da un altro esponente della Sinistra storica: Benedetto Cairoli. 
Costui, irredentista e di idee filofrancesi, subito dispiacque ad Austria e Germania. Per cui, nel contesto del congresso di Berlino del 1878, l'Italia apparve chiaramente isolata, nel momento in cui Vienna acquisiva l'amministrazione della Bosnia ed Erzegovina. Il fallito attentato di Napoli a Umberto I fu l'occasione per far cadere il primo governo Cairoli con l'accusa di debolezza verso le organizzazioni eversive.

### Il terzo governo Depretis

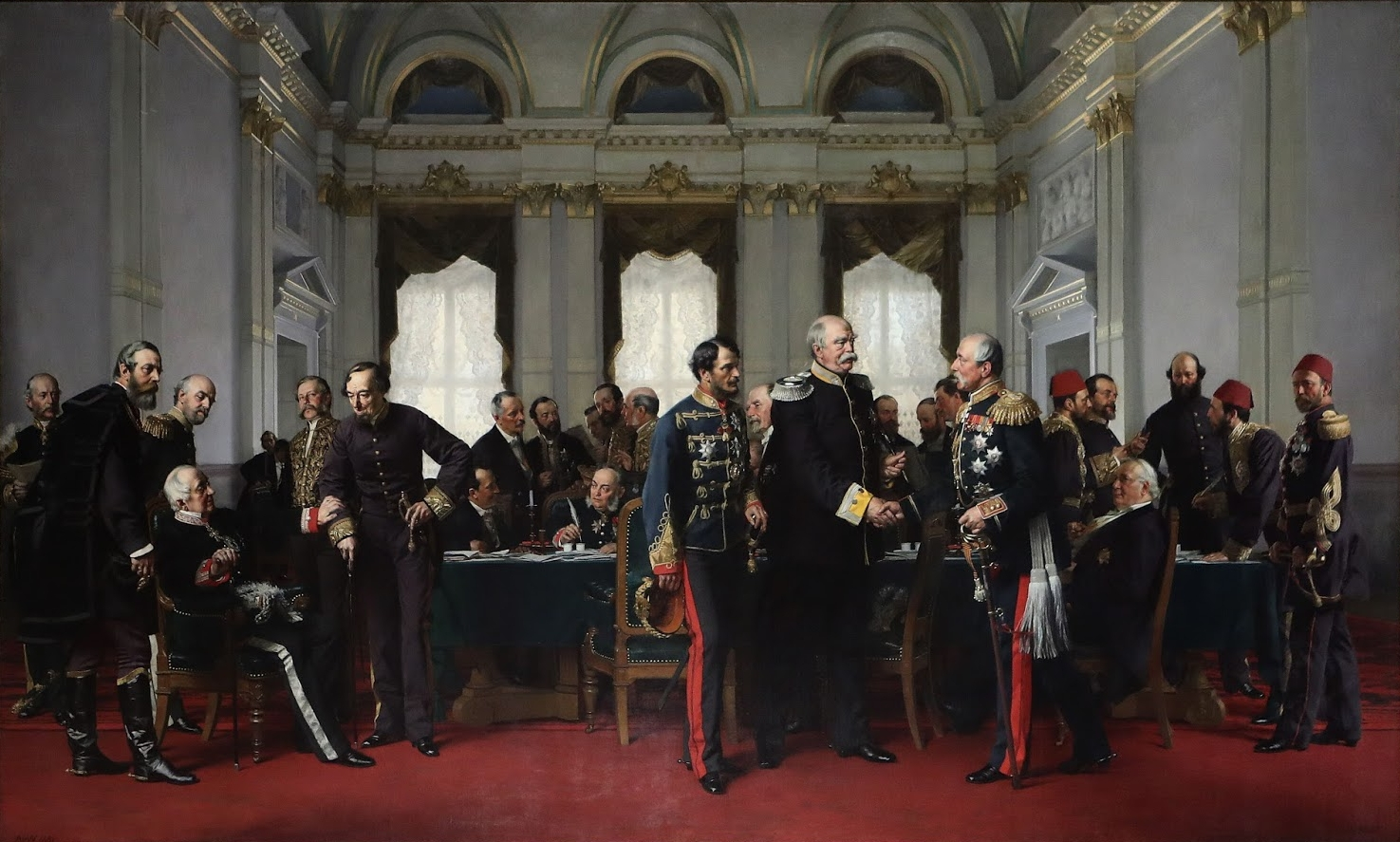
Il terzo governo Depretis nacque per il comportamento del governo Cairoli durante il Congresso di Berlino, nel quale l'Italia rimase isolata.

Tornò così alla ribalta Depretis, a cui il Re, su consiglio di alcuni esponenti di Destra (Quintino Sella, Giovanni Lanza, Marco Minghetti) affidò il mandato di formare il suo terzo governo. L'esecutivo si costituì il 19 dicembre 1878 e Depretis, per la delicata posizione dell'Italia, assunse anche l'interim degli Affari Esteri.
Come scrisse l'ambasciatore a Londra Menabrea al presidente del Consiglio il 12 gennaio 1879: «I fatti sembrano dimostrare che le diverse potenze […] cercano […] di modificare a proprio vantaggio l'ordine delle cose che a noi converrebbe di mantenere» e da Vienna l'ambasciatore 
Robilant confermava le tesi di Menabrea. Depretis, che non amava le avventure, pensando che «il mandato dell'Italia essendo di sua natura pacifico, e diretto al consolidamento della pace in Europa», era del parere che «l'azione del Governo di Sua Maestà non potrà mai esercitarsi altrimenti che in senso conciliativo». Ciò portò a non avere una chiara strategia nelle relazioni con l'estero e a far apparire l'Italia, come diceva Robilant, una nave che navigava senza nocchiero. Era tuttavia difficile per qualsiasi capo del governo impostare una linea di politica estera, per la precarietà e la brevità della vita media di un esecutivo.
Il 24 giugno 1879 il Senato approvava, con notevoli emendamenti, la proposta di legge relativa all'abolizione della tassa sul macinato. La Camera si mostrò contraria e il 3 luglio approvò un ordine del giorno per la sfiducia al governo. Il terzo esecutivo di Depretis dovette pertanto dimettersi dopo soli sei mesi di travagliata vita politica e il governo successivo fu di nuovo costituito da Cairoli, il 14 luglio.

## Lo “schiaffo di Tunisi”

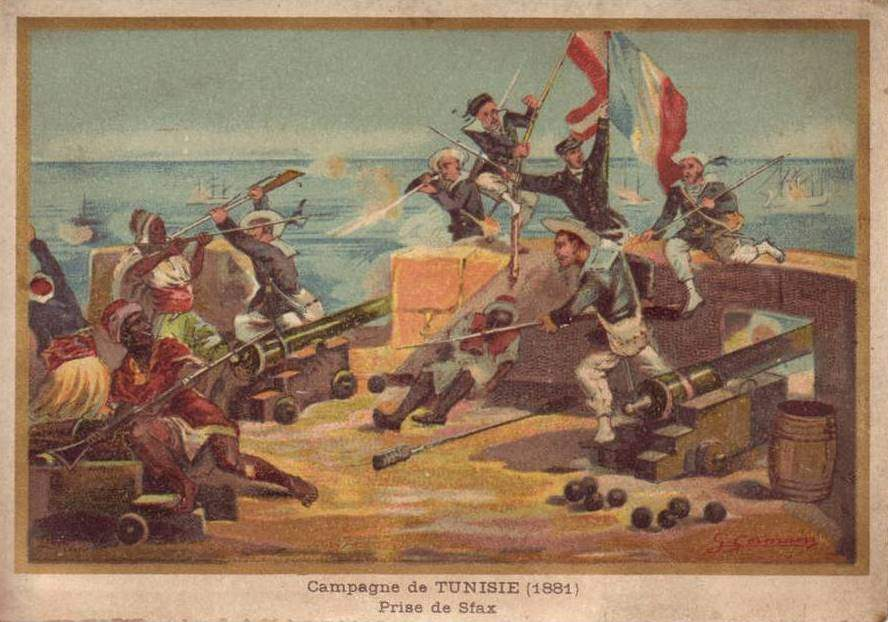
La Francia nel 1881 invase la Tunisia, alla quale anche l'Italia era interessata. Fu lo “Schiaffo di Tunisi” che fece cadere il terzo governo Cairoli e aprì un lungo periodo di mandati a Depretis.

Con il secondo governo Cairoli la situazione in politica estera peggiorò ancora, dato l'irredentismo che inquinava i rapporti con l'Austria, la quale a sua volta si legava sempre di più alla Germania. Caduto il secondo esecutivo Cairoli ancora sulla tassa sul macinato, il reincarico fu dato allo stesso presidente del Consiglio che accolse Depretis quale ministro dell'interno e che iniziò il suo terzo mandato il 25 novembre 1879.
Le elezioni del 16 maggio 1880, tuttavia, rinforzarono la posizione di Depretis, che da quel momento divenne il fulcro della vita politica italiana, attorno a cui ruotò, fino al 1887, il gioco delle maggioranze parlamentari.
Nel frattempo anche i rapporti con la Francia si facevano tesi, a causa degli interessi di quest'ultima in Tunisia che contrastavano con quelli, pure consolidati, dell'Italia. Nonostante le rassicurazioni date dal primo ministro di Parigi Jules Ferry, il 1º maggio 1881 l'esercito francese invadeva la Tunisia. Undici giorni dopo il trattato del Bardo riduceva il territorio conquistato ad un protettorato, premessa dell'annessione. In Italia l'impressione fu enorme e l'affronto venne definito lo “Schiaffo di Tunisi”. Il governo Cairoli, travolto dalle critiche, dovette dimettersi con l'accusa, allargata all'intera Sinistra, di aver portato l'Italia ad un pericoloso isolamento.
Il Re incaricò Quintino Sella di formare il nuovo governo, ma riuscito infruttuoso il tentativo, dovette ricorrere ancora a Depretis.

## Il quarto governo Depretis (1881-1883)

### La Triplice alleanza

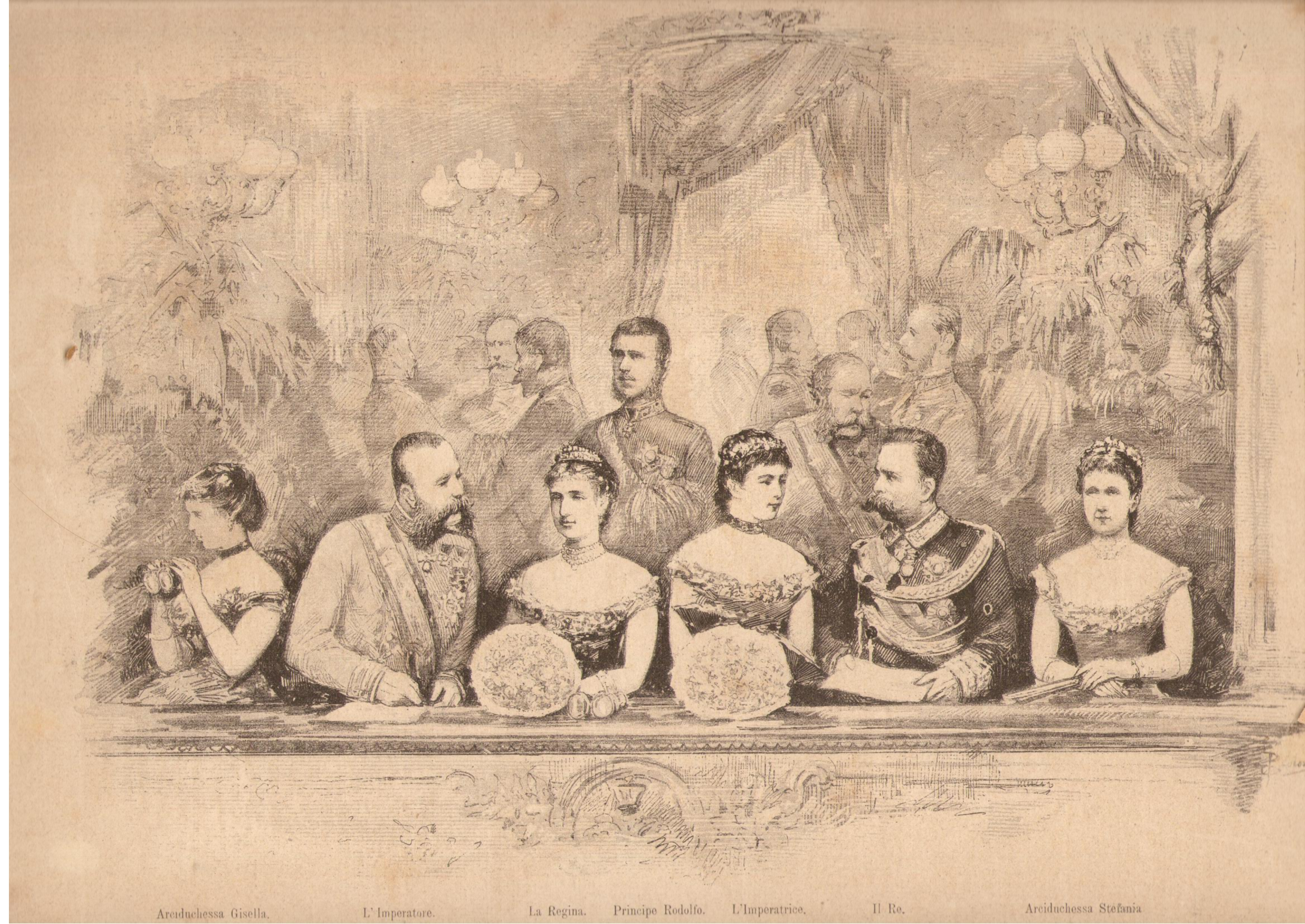
Umberto I (seconda da destra) e Francesco Giuseppe d'Austria (secondo da sinistra) a Vienna nel 1881. L'incontro, a cui partecipò anche Depretis, fu il passo decisivo verso la Triplice alleanza.

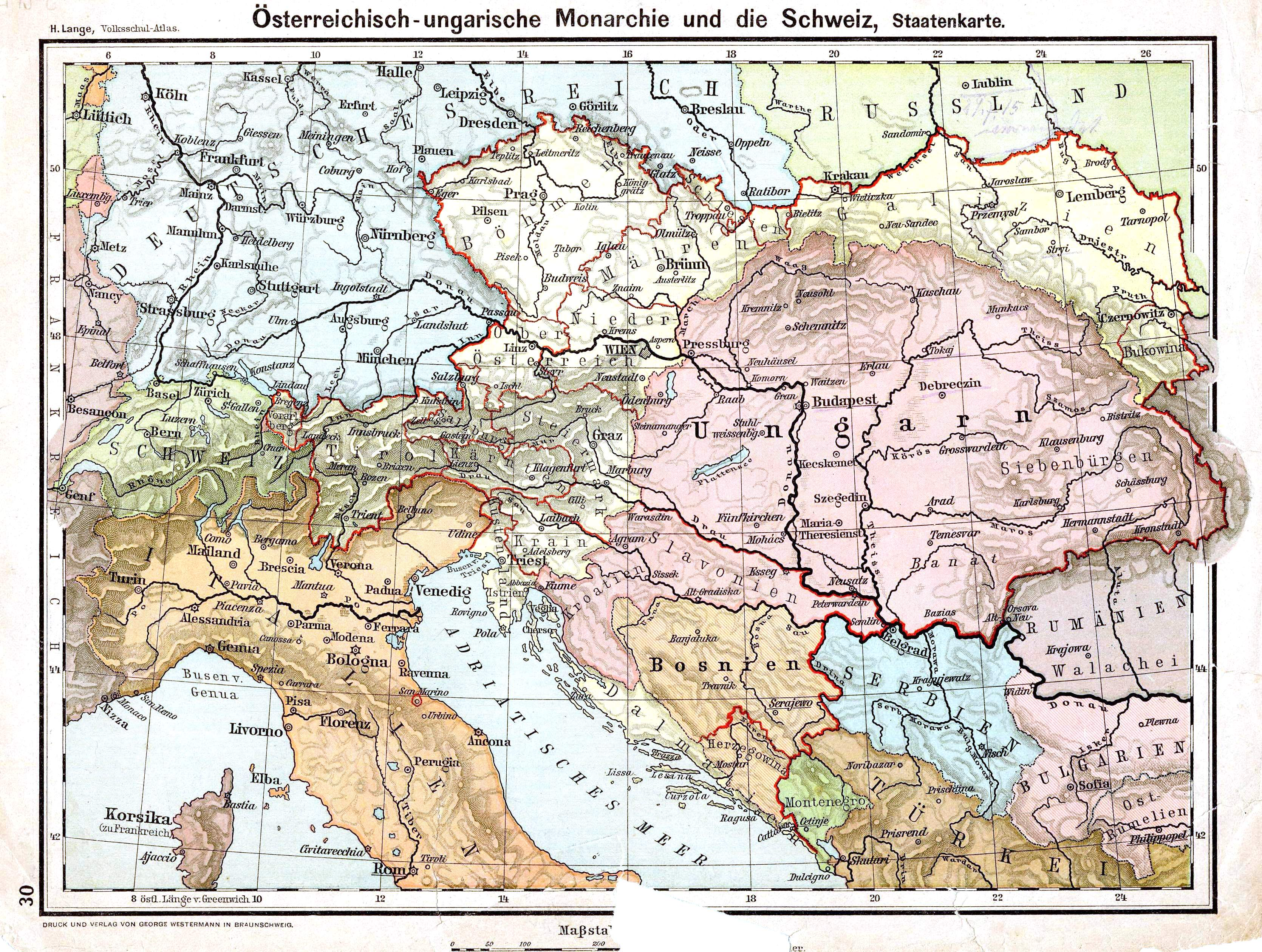
L'Impero austro-ungarico. Benché filofrancese Depretis accettò l'alleanza con Germania e Austria per rompere l'isolamento dell'Italia.

Depretis per il suo quarto mandato iniziato il 29 maggio 1881, volle per sé anche il ministero degli Interni, nonostante la priorità fosse quella di dare alla politica estera una guida più ferma e coerente. Infatti, dopo le polemiche sul congresso di Berlino e lo “schiaffo di Tunisi” Depretis si decise a risolvere la questione delle alleanze. A tale riguardo Umberto I era propenso ad un'intesa con Austria e Germania, che avrebbe rafforzato la monarchia in senso conservatore. Nell'ottobre 1881 si recò per questo a Vienna dove sostenne l'immagine di amicizia tra i due paesi. Depretis lo accompagnò.
Gli argomenti a favore di un avvicinamento agli imperi centrali trovavano, però, scarsa accoglienza in buona parte della popolazione (come c'era da aspettarsi per il ruolo avuto dall'Austria nelle tre guerre risorgimentali), e anche Depretis era più propenso ad un'alleanza con Parigi che con Vienna e Berlino. Egli riteneva l'episodio della occupazione della Tunisia tutto sommato non grave e osservava che se era vero che «l'Italia aveva in Tunisia una numerosa colonia da proteggere, non era men vero che essa aveva anche circa 400.000 emigrati che vivevano del loro lavoro in Francia… i quali meritavano altrettanta se non maggiore attenzione che gli interessi in Tunisia».
Il ministro degli Esteri che Depretis si era scelto, Pasquale Stanislao Mancini, era però favorevole ad un'alleanza soprattutto con la Germania. Bismarck tuttavia non si fidava di Depretis che riteneva vicino alle idee del nuovo ministro degli Esteri francese Léon Gambetta. Depretis invece, agli inizi del 1882, si era convinto della utilità di un'alleanza con gli imperi centrali, purché non implicasse una guerra con la Francia. Prospettiva invece accettata da Germania e Austria.
La costanza di Mancini e, soprattutto l'abilità dell'ambasciatore Robilant, portarono alla stipula dell'intesa che fu di carattere difensivo. Depretis infatti, così come Mancini trasmise a Robilant il 10 maggio 1882, escluse l'ipotesi di dover sostenere un attacco preventivo dei partner, anche contro l'Impero Ottomano, ai cui territori nei Balcani l'Austria guardava con particolare interesse. Così, il 20 maggio 1882, a Vienna, fu firmato il trattato della Triplice alleanza che rompeva l'isolamento dell'Italia.

### La riforma elettorale
In politica interna il 1882 vide arrivare in porto il lungo percorso della riforma elettorale di cui anche Depretis si era fatto portavoce e il 22 gennaio il parlamento approvava quello che il presidente del Consiglio aveva definito «il suffragio universale possibile». Ebbero diritto al voto tutti gli uomini di almeno 21 anni che avevano frequentato almeno i primi due anni della scuola elementare o che contribuivano per un'imposta annua non inferiore alle 19,80 lire. In base a questa legge, gli aventi diritto al voto crebbero dai 621.896 del 1879, pari al 2,2% della popolazione, ai 2.049.461, pari al 6,9% e cioè a più di ¼ della popolazione maschile adulta. Ciò portò all'elezione nello stesso anno del primo deputato socialista, Andrea Costa.

### Il trasformismo e il discorso dell'ottobre 1882

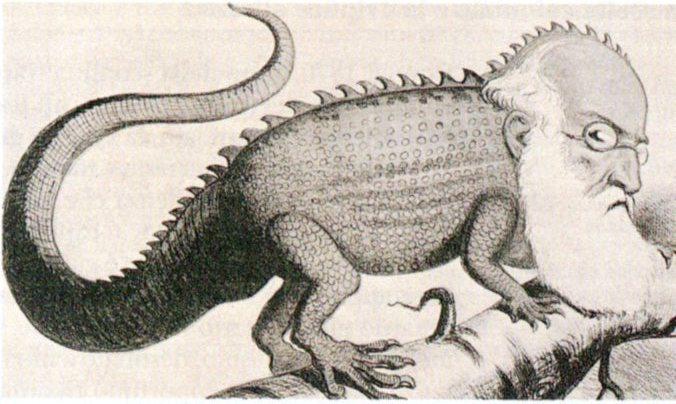
Depretis visto come un camaleonte per il suo progetto del “trasformismo” mirante a governi sostenuti da deputati di tutti gli schieramenti.

Con l'avvicinarsi delle prime elezioni a suffragio allargato, previste per l'ottobre 1882, si ebbe un'accelerazione del fenomeno della disgregazione degli schieramenti politici tradizionali. Tale metamorfosi rispondeva ad una diminuzione dei contrasti fra Destra e Sinistra, ma anche al progetto politico di cui Depretis si era fatto interprete nel 1862.
Pertanto, alla vigilia delle elezioni, l'8 ottobre 1882, Depretis ribadì in un intervento a Stradella che non si poteva respingere qualcuno di un altro schieramento politico se «vuole entrare nelle nostre file, se vuole accettare il mio modesto programma, se […] vuole trasformarsi e diventare progressista», e il capo della Destra, Minghetti, si dichiarerà d'accordo.
Nel discorso Depretis definì superate le differenze ideologiche della Destra e della Sinistra risorgimentali. Si poteva quindi far nascere maggioranze parlamentari più solide e compatte, fondate sulla convergenza delle componenti moderate dei due vecchi schieramenti. Tale avvicinamento si sarebbe potuto verificare su una quantità di problemi concreti e attuare attraverso una attenta distribuzione dei ruoli di potere. Quanto alla politica estera, Depretis ribadì, nonostante la Triplice alleanza, la sua amicizia per la Francia.
Le elezioni del 29 ottobre 1882 segnarono il successo del disegno di Depretis che per la sua natura tecnica avrebbe potuto raccogliere in parlamento consensi a prescindere dalle fedi politiche. Le urne premiarono lo schieramento della maggioranza “trasformista”, che assorbì quasi tutti i 173 nuovi deputati, la maggior parte dei quali privi di una precisa connotazione politica.

### L'impiccagione di Oberdan
Qualche mese dopo, però, fu ancora la politica estera a concentrare l'attenzione degli italiani. Il governo austriaco, infatti, nel dicembre 1882 decise l'impiccagione del triestino Guglielmo Oberdan che si era autoaccusato di un progettato attentato all'imperatore Francesco Giuseppe. In Italia l'esecuzione gelò l'entusiasmo nella Triplice alleanza anche in coloro che l'avevano auspicata.
Il governo Depretis dovette gestire sia una comprensibile ondata di sentimenti antiaustriaci, sia violente manifestazioni e attentati ad uffici e consolati di Vienna. L'esecutivo tenne un atteggiamento rigoroso, pur nel rispetto delle leggi, non mancando di colpire severamente, ma senza cedere alle pressioni di coloro che invocavano leggi speciali. Nonostante però tutti gli sforzi del governo, la morte di Oberdan scavò un fossato incolmabile fra Italia e Austria.

## I governi del trasformismo (1883-1887)

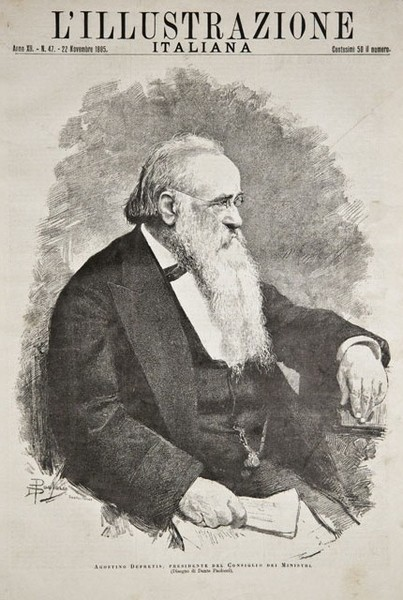
La copertina de L'Illustrazione Italiana del 22 novembre 1885 dedicata al presidente del Consiglio Depretis.

Nel frattempo, all'interno della Sinistra, i risultati elettorali avevano provocato forti tensioni che sfociarono nel maggio 1883 nella fine del quarto governo Depretis. Il dibattito che precedette la caduta dell'esecutivo fu il punto di partenza del trasformismo parlamentare. Il capo della Destra Minghetti decise di appoggiare il futuro governo Depretis soprattutto per arginare le ali estreme del parlamento e per rallentare il più possibile l'avvento della sovranità popolare, nel timore dell'anarchia e del dispotismo.
Depretis appoggiò indirettamente questa politica e ottenne la fiducia della Camera. Dopo questo voto, che rappresentò la nascita del trasformismo, Giuseppe Zanardelli e Alfredo Baccarini uscirono dalla compagine governativa e, assieme a Cairoli, Nicotera e Crispi, formarono nel novembre del 1883 il movimento della Pentarchia, che si affiancò alle forze dell'estrema sinistra.
Dal 25 maggio 1883, giorno in cui si insediò il suo quinto esecutivo, fino alla sua morte nel luglio 1887, Depretis rimase a capo degli altri quattro governi che si susseguirono, basandosi sulle alchimie parlamentari con cui si destreggiava tra i vari movimenti della galassia trasformista.
Come scrisse Romualdo Bonfadini, Depretis era riuscito a «convertire la Camera italiana in un vasto consiglio provinciale, in cui ogni deputato rappresentava il suo collegio, e il governo solo pretendeva rappresentare la nazione». In una tale situazione di indebolimento del ruolo del parlamento, il governo procedette con una politica economica spregiudicata, la cosiddetta “finanza allegra” del ministro Agostino Magliani. L'abile condotta di quest'ultimo e le manovre dilatorie di Depretis finirono per limitare il controllo del parlamento sulla gestione finanziaria del governo.

### I difficili rapporti con l'Austria
In campo internazionale i rapporti con l'alleato austriaco continuavano a rimanere difficili. In occasione della morte del poeta patriota Giovanni Prati, avvenuta a Roma il 9 maggio 1884, il presidente del Senato Sebastiano Tecchio pronunciò un discorso tanto favorevole all'irredentismo che si ebbe una recrudescenza di dimostrazioni antiaustriache. Tecchio fu costretto a dimettersi e Depretis gli inviò una lettera di elogi che fu interpretata come un'approvazione del discorso del dimissionario e che fu definita inopportuna dal ministro degli Esteri austriaco Gustav Kálnoky.
Non sorprende quindi che a causa dell'Austria, l'Italia fosse tenuta in disparte dal consesso delle potenze europee in varie occasioni, come quella dell'incontro fra i sovrani di Germania, Russia e Austria e dei loro ministri avvenuto a Skierniewice nel settembre 1884.

### La politica coloniale

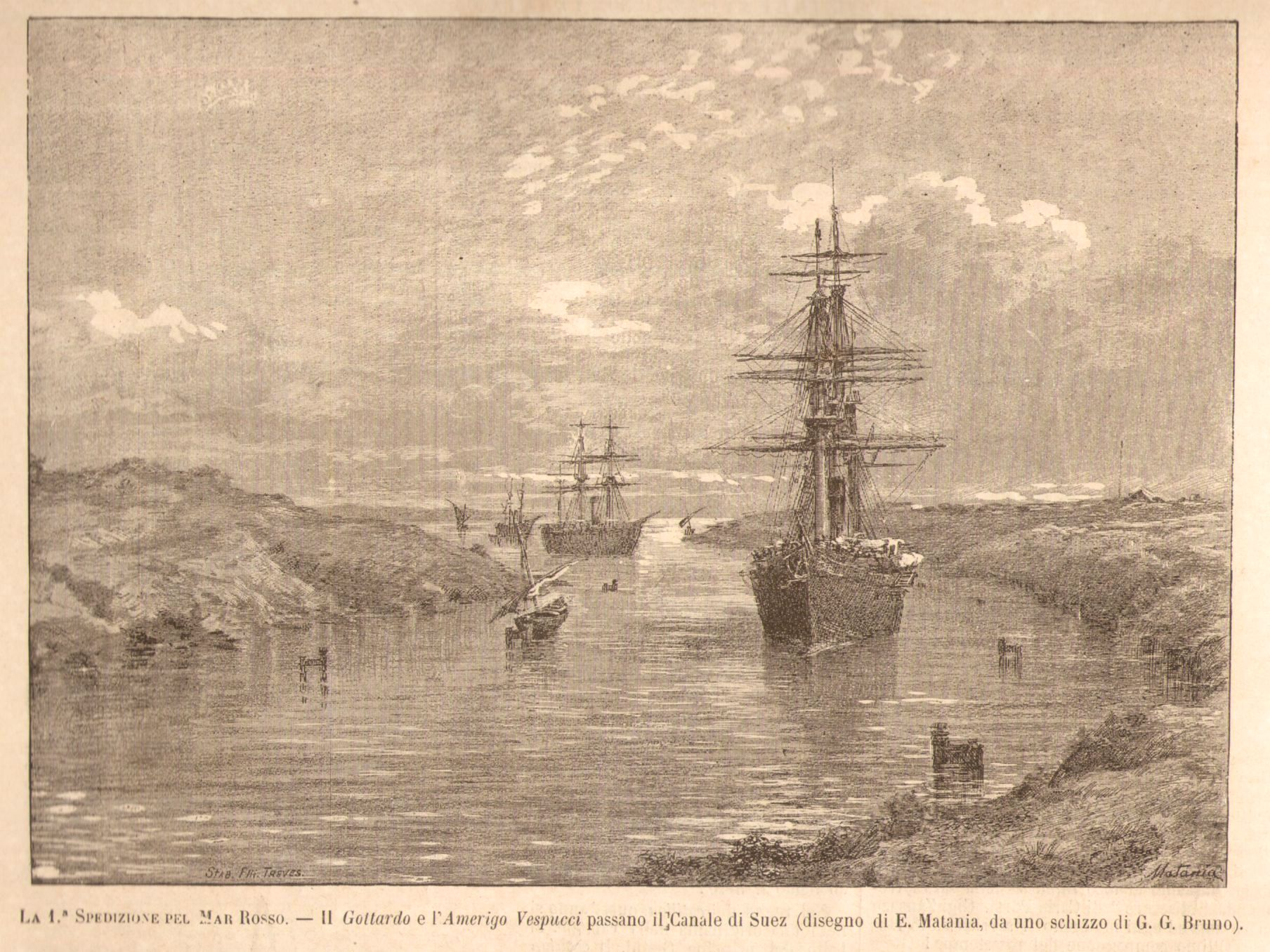
Le navi italiane Gottardo e Amerigo Vespucci attraversano il Canale di Suez durante la spedizione del Mar Rosso del 1885.

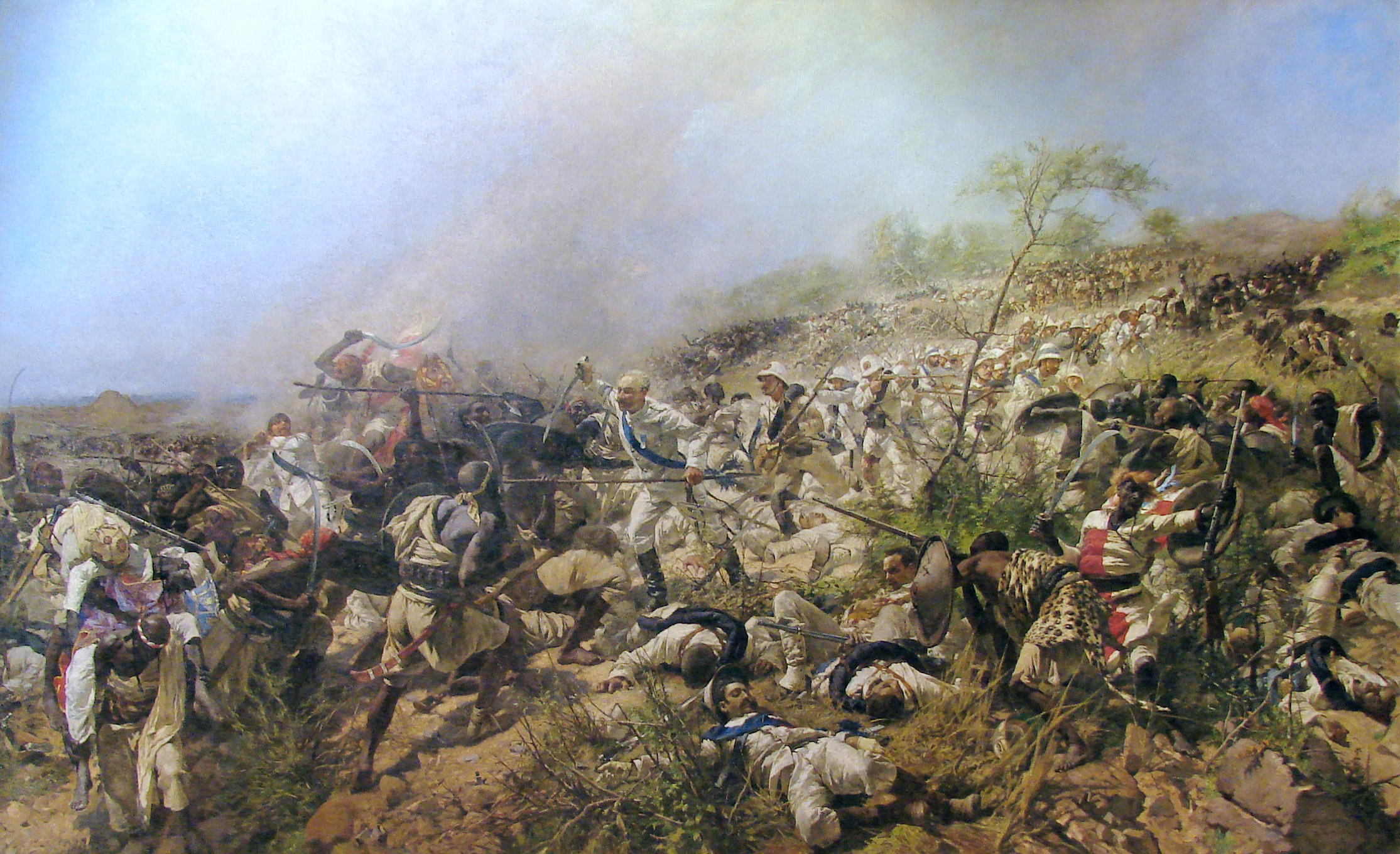
La Battaglia di Dogali. Dopo la sconfitta italiana Depretis fu costretto a formare un nuovo governo.

Le delusioni in politica estera e le persistenti difficoltà della politica interna, incominciarono a minare il sesto governo Depretis, che si era insediato il 30 marzo 1884. Ad ottobre fu necessario un mini rimpasto per evitare la crisi e il 24 subentrò al ministero della Guerra il generale Cesare Francesco Ricotti-Magnani. Costui ebbe il compito di preparare segretamente un corpo di spedizione per occupare la Libia turca nel caso la Francia avesse cominciato un'azione in Marocco.
Ma l'attenzione dell'Italia doveva concentrarsi più a sud, a Massaua, che nell'ottobre del 1884 gli egiziani decisero di evacuare a causa della rivolta mahdista del Sudan. La Gran Bretagna decise allora di sollecitare l'Italia a prendere possesso dell'importante centro dell'Eritrea, sul Mar Rosso, prima che venisse occupato dai rivoltosi o, peggio ancora, dai francesi.
Depretis fu trascinato di cattiva volontà in quella che fu la prima impresa africana dell'Italia, e fu grazie alla sua capacità di mediazione, caratteristica del programma trasformista, che riuscì a risolvere i vari problemi che si presentarono per la spedizione del contingente. Sbarcati in Eritrea, l'8 febbraio 1885, i bersaglieri entravano a Massaua. Gli inglesi se ne compiacquero, meno i francesi.
Ben presto, però, larghe parti del parlamento criticarono la spedizione e i suoi costi considerevoli. Il ministro degli Esteri Mancini fu costretto a dimettersi e Depretis, il 29 giugno 1885, dovette formare il suo settimo governo, nel quale si riservò il ministero dell'interno. Fu costretto anche a prendere l'interim degli Esteri perché due ambasciatori di grande esperienza, Costantino Nigra e Carlo di Robilant rifiutarono la carica.
Depretis riuscì a convincere l'esponente di Destra Robilant a sostituirlo agli Esteri solo alla fine di settembre del 1885, dopo pressanti insistenze, dettate anche dalla propria salute che andava peggiorando. Il nuovo ministro concluderà vari accordi internazionali (oltre a rinnovare la Triplice alleanza) tali da salvaguardare verosimilmente l'Italia da qualsiasi minaccia europea. Robilant sarà tuttavia costretto a dimettersi per aver sottovalutato la reazione etiope alla colonizzazione italiana dell'Eritrea, sottovalutazione che si concretizzò nella battaglia di Dogali, persa dagli italiani il 26 gennaio 1887. Depretis riprese l'interim degli Esteri e, dopo una lunga crisi politica, formò il suo ottavo e ultimo governo, il 4 aprile 1887.

### La crisi del trasformismo

Francesco Crispi fu collaboratore e avversario di Depretis. Lo sostituì alla guida del governo alla sua morte.

A partire dal 1885 il sistema politico messo in piedi da Depretis cominciò ad apparire incapace di coniugare autorità ed efficienza. Alle elezioni del maggio 1886, nonostante il successo, Depretis incontrò difficoltà a formare l'ennesima maggioranza trasformista. Diversi deputati di Destra avevano infatti riconquistato una loro autonomia, soprattutto dopo la morte di Marco Minghetti avvenuta nel dicembre 1886.
L'anziano e malato presidente del Consiglio fu costretto a rivedere il consueto assetto moderato dei suoi esecutivi “trasformisti” e il 4 aprile 1887 varò quello che sarà il suo ultimo governo. Nella confusione delle polemiche suscitate dalla sconfitta di Dogali ricorse a due avversari del trasformismo: Zanardelli e Crispi, che veniva oramai indicato come il suo successore.

### Il protezionismo e lo sviluppo industriale
Fra i problemi principali che Depretis dovette affrontare nell'ultimo periodo della sua attività politica ci fu quello della crisi agricola, che già nel 1884 aveva pensato di mitigare con l'abolizione definitiva della tassa sul macinato.
In quegli anni, la notevole crescita della produzione cerealicola americana aveva infatti portato in Italia un notevole aumento delle importazioni di grano a prezzi molto contenuti e il sistema liberista inaugurato da Cavour capitolò nel luglio 1887 in seguito all'approvazione in parlamento della nuova tariffa doganale. La misura protezionista di Depretis, che fu presentata come misura di adeguamento al clima di concorrenza internazionale, provocò come effetto un aumento del processo di industrializzazione al Nord, in particolar modo dei settori tessile e siderurgico.
Gli anni dei governi Depretis furono infatti caratterizzati da un notevole incremento della rete viaria e ferroviaria, passata dai 2.700 chilometri del 1861 ai 12.000 della fine degli anni '80 (nel 1882 fu aperta la galleria ferroviaria del San Gottardo).
I vantaggi del Nord furono considerevoli perché Depretis, di fronte alla crisi agricola, rinunciò a mediare fra la linea liberista e “agricolturista”, gradita ai proprietari terrieri meridionali, e la linea di Destra più incline al processo di industrializzazione, che risultò vincente. Già nel 1882, d'altronde, la riforma elettorale aveva aumentato il peso politico degli elettori del nord Italia, sanzionando definitivamente il successo del settentrione nella maggioranza di Depretis.

## Gli ultimi tempi
Nonostante fosse affetto da una gotta fastidiosa e insistente, fu presidente del Consiglio fino alla morte. Negli ultimi tempi riuniva spesso il governo nel salotto di casa sua, a via Nazionale a Roma. A seguito dell'aggravarsi della malattia venne trasferito a Stradella, dove morì il 29 luglio 1887, all'età di 74 anni, e dove venne sepolto. Fu sostituito alla guida della Sinistra e a capo del governo da Francesco Crispi.

## L'appartenenza massonica
Depretis fu iniziato massone, subito insignito del grado di Compagno d'arte presso la Loggia "Dante Alighieri" di Torino il 22 dicembre 1864 ed elevato al Grado di Maestro nel 1866. Affiliato successivamente nel 1868 alla Loggia "Universo" di Firenze, nel 1877 raggiunse il 33º Grado del Rito scozzese antico ed accettato e nel 1882 fece parte del Supremo Consiglio del Rito scozzese. Il 29 luglio 1887, giorno della sua scomparsa, lo stendardo dell'Ordine apparve abbrunato a mezz'asta al balcone del palazzo Quirini, sede del Grande Oriente d'Italia e del Supremo Consiglio. Ancora oggi vi è una Loggia massonica intitolata a Depretis nella città di Voghera.

## Onorificenze
Il Calendario reale italiano del 1887 (Vincenzo Bona editore, Torino) a p. 133 riporta le seguenti onorificenze di Agostino Depretis: